# 大阪市電天満橋善源寺町線
大阪市電天満橋善源寺町線（おおさかしでんてんまばしぜんげんじちょうせん）は、天満橋 - 東野田間を結んでいた大阪市電の路線。

## 路線データ
- 起点:天満橋
- 終点:東野田
- 軌間:1435mm
- 架線電圧:直流600V

## 沿革
- 1924年（大正13年）
  - 4月17日
    - 京橋（初代） - 片町（仮終点）開業

  - 10月20日
    - 片町、偕行社前へ延伸。片町（仮終点）は廃止。
- 1925年（大正14年）
  - 6月20日
    - 東野田町九丁目まで延伸。
- 1932年（昭和7年）
  - 7月26日
    - 天満橋京阪電車前まで延伸。
- 1944年（昭和19年）
  - 6月1日
    - 戦時体制における節電のため、京橋(初代)、相生町廃止。
- 1968年（昭和43年）
  - 5月1日
    - 天満橋 - 京阪東口間廃止

  - 12月18日
    - 京阪東口 - 東野田間廃止。

## 駅一覧
| 駅名             | キロ程 | 接続路線                                                                    | 廃止日         |
| ---------------- | ------ | --------------------------------------------------------------------------- | -------------- |
| 天満橋駅         | 0.0    | 大阪市電：谷町線・今橋天満橋筋線・曽根崎天満橋筋線 京阪神急行電鉄：京阪本線 | 1968年5月1日   |
| 京阪東口駅       | 0.3    | 大阪市電：谷町寝屋川線                                                      |                |
| 京橋駅（初代）   |        |                                                                             | 1944年6月1日   |
| 相生町駅         |        |                                                                             | 1944年6月1日   |
| 片町駅（仮終点） |        |                                                                             | 1924年10月20日 |
| 片町駅           | 1.0    | 日本国有鉄道：片町線                                                        |                |
| 東野田駅         | 1.4    | 大阪市電：東野田沢上江町線・天満今福線                                      |                |

## 系統
4・12・14・23系統が走っていた。

## 接続路線
- 片町線・京阪本線片町駅 - 京阪本線とは開業から廃止時点まで平面交差（ダイヤモンドクロッシング）であった[1]。

## 代替バス路線
- 現在は10系統・31系統・21系統・46系統・62系統のバスが走っている[2]。